# Матьев, Ярослав Александрович
Ярослав Александрович Матьев (род. 11 декабря 2007, Хабаровск) — российский хоккеист, защитник.

## Биография
Воспитанник хабаровского «Амура». С сезона 2024/25 начал играть за команду МХЛ «Амурские тигры». 7 января 2025 года дебютировал в КХЛ в гостевом матче против «Куньлунь Ред Стар» (0:5). Провёл в сезоне 37 матчей в МХЛ и 19 — в КХЛ.